# Irakli Kobachidze
Irakli Kobachidze (Georgisch: ირაკლი კობახიძე) (Tbilisi, 25 september 1978) is een grondwetgeleerde en politicus uit Georgië. Hij is sinds 2024 premier van Georgië. Eerder was hij voorzitter van het parlement. Sinds 2025 is hij voor de tweede keer partijvoorzitter van Georgische Droom. Kobachidze werd een van de meest uitgesproken gezichten van de anti-liberale en antiwesterse draai die Georgische Droom maakte in de jaren 2020.

## Biografie
Irakli Kobachidze werd in 1978 in Tbilisi geboren, toen nog in de Georgische Socialistische Sovjetrepubliek van de Sovjet-Unie. Zijn vader Giorgi (Gia) Kobachidze was van 1992 tot 1999 lid van het Georgische parlement voor de Nationaal-Democratische Partij. Irakli Kobachidze studeerde in 2000 af aan de rechtenfaculteit van de Staatsuniversiteit van Tbilisi, waarna hij van 2002 tot 2006 zijn juridische opleiding vervolgde aan de Heinrich Heine-Universiteit in Düsseldorf, waar hij een doctoraat behaalde.
Tussen zijn twee studies was hij regionaal coördinator in Georgië van het openbaar onderwijsproject van het Amerikaanse USAID. Na zijn doctoraat in Duitsland kwam hij terug naar Georgië en werd universitair docent en later hoogleraar aan de Staatsuniversiteit van Tbilisi. Ook was hij in de periode 2011 tot 2014 verbonden aan de Kaukasusuniversiteit. Daarnaast was Kobachidze werkzaam voor verschillende internationale organisaties en ngos, waaronder projectmanager bij het VN-Ontwikkelingsprogramma (UNDP), lid van het deskundigencomité van de Open Society Foundations (Georgië) voor het programma mensenrechten en rechtsstaat, en was hij tussen 2011 en 2012 lid van de Georgische delegatie bij de Raad van Europa.

## Politiek
In 2012 raakte Irakli Kobachidze betrokken bij de oprichting van Georgische Droom door miljardair en oligarch Bidzina Ivanisjvili, die de regering van president Micheil Saakasjvili en zijn partij Verenigde Nationale Beweging uitdaagde voor de verkiezingen van dat jaar. Kobachidze bleef aanvankelijk op de achtergrond, maar werd in 2015 uitvoerend secretaris van de partij, naast algemeen secretaris Kacha Kaladze. Een jaar later was hij kandidaat voor de parlementsverkiezingen als derde op de lijst en werd verkozen. Hij was tevens de vice-campagneleider voor deze verkiezingen en campagneleider voor de gemeenteraadsverkiezingen van 2017.

### Parlementsvoorzitter

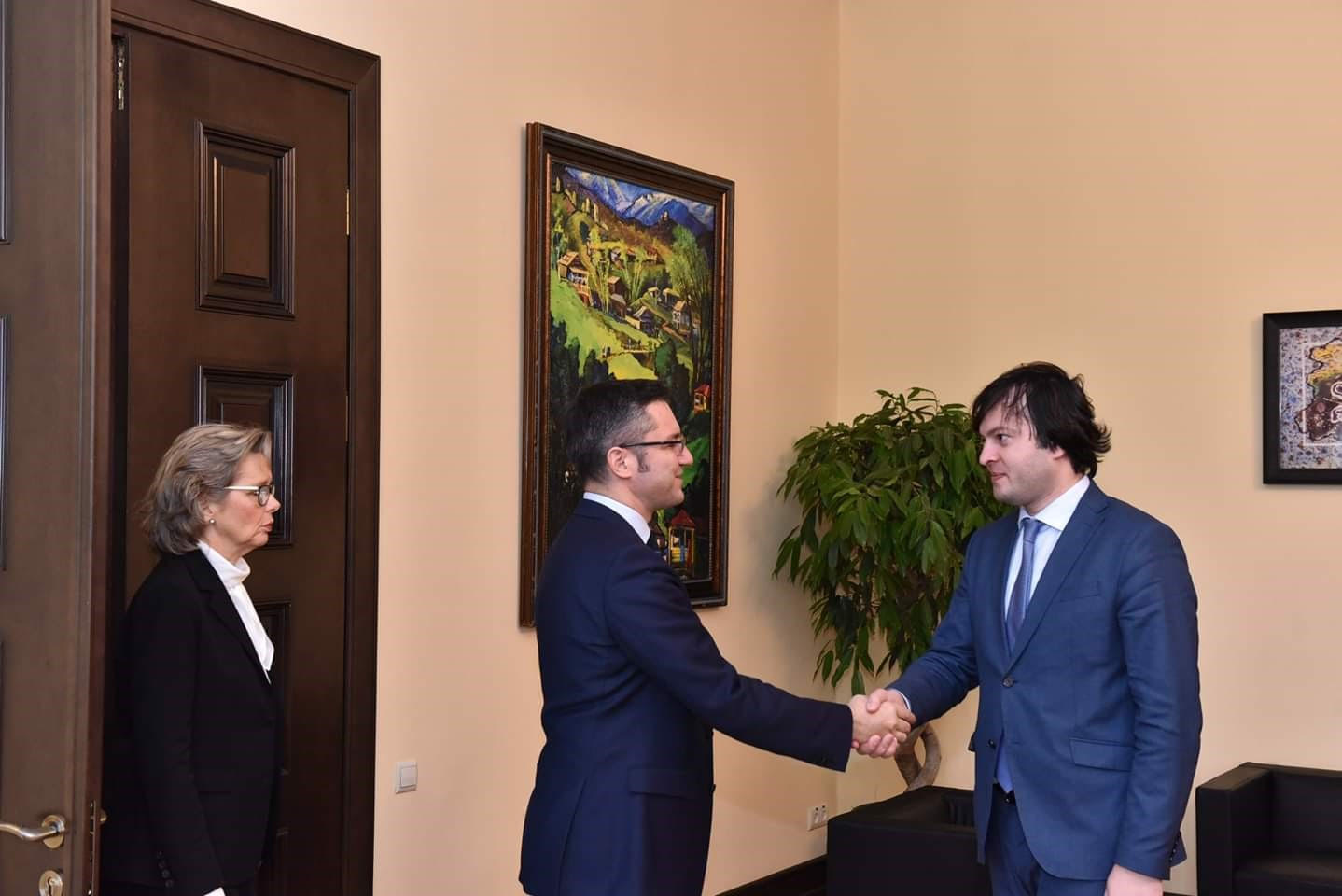
Kobachidze met de delegatie van de OVSE voor verkiezingswaarneming (2018).

Meteen na zijn eerste verkiezing in het parlement werd Kobachidze op 18 november 2016 tot voorzitter ervan benoemd, een van de machtigste posities in de Georgische politiek. De voorzitter is gemachtigd wetten te bekrachtigen als de president in gebreke blijft en is tevens vervangend staatshoofd. Bij de verkiezingen van 2016 won Georgische Droom een grondwettelijke meerderheid en werden onder Kobachidzes voorzitterschap door het parlement grondwettelijke hervormingen doorgevoerd. Met deze aanpassingen werd de overgang van een Semipresidentieel- naar een parlementair stelsel voltooid, werd de directe presidentsverkiezing afgeschaft, werd de overgang naar een geheel evenredig kiesstelsel in 2024 geregeld, en werd een huwelijk als een "unie tussen een man en een vrouw" vastgelegd.

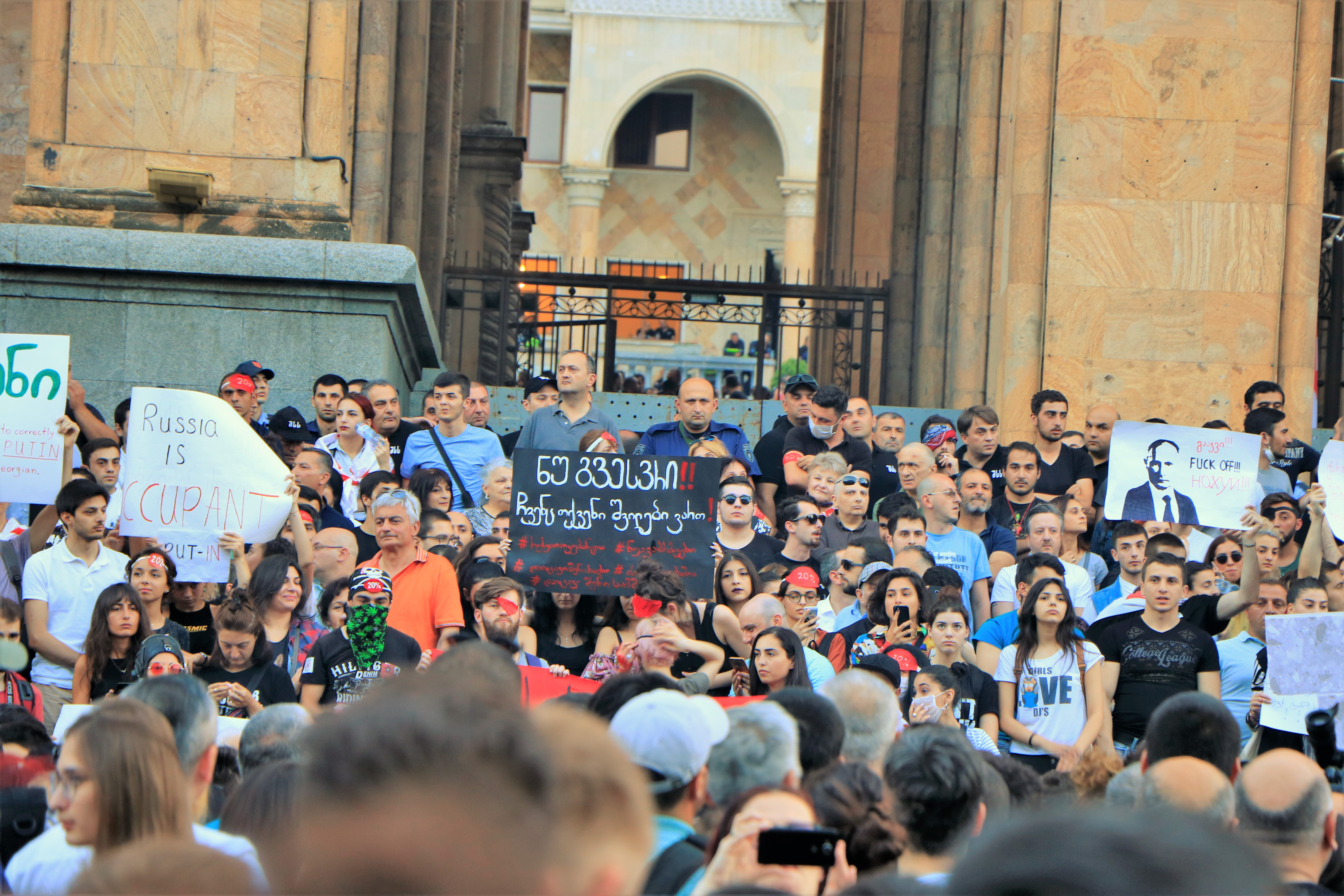
Demonstranten eisten het vertrek van Kobachidze nadat hij toegestaan had dat de Rus Sergej Gavrilov vanuit de voorzittersstoel het parlement toesprak.

In 2018 viel Kobachidze met justitieminister Tea Tsoeloekiani het maatschappelijk middenveld en ngos aan, dat in 2024 onder zijn premierschap culmineerde in de "buitenlandse agent"-wet. De aanval op ngos was een terugkerend thema van Kobachidze. Tijdens zijn voorzitterschap ontwikkelde Kobachidze een loyale partijdiscipline, ongeacht de controverse. Hij verdedigde onder andere controversiële levenslange benoemingen van rechters, waardoor een aantal parlementsleden van Georgische Droom uit protest vertrok en de partij in 2019 haar supermeerderheid verloor.
Kobachidze werd voortijdig uit zijn functie gezet nadat op 20 juni 2019 het Russische Staatsdoema-lid Sergej Gavrilov in de voorzittersstoel van het Georgische parlement plaatsnam en er daardoor massale protesten uitbraken, waarbij 240 gewonden vielen door hardhandig politieoptreden. Het incident vond plaats tijdens een interparlementaire bijeenkomst van oosters-orthodoxe landen, dat onder regie stond van Kobachidze.

### Partijvoorzitter
Kobachidze bleef parlementslid en werd in oktober 2020 herkozen in het parlement. In deze periode bouwde Kobachidze zijn reputatie op als compromisloos polariserend politicus. Op 16 januari 2021 volgde hij Bidzina Ivanisjvili op als partijvoorzitter, dat samenviel met de toenemende compromisloze en illiberale koers van de partij en haar vertegenwoordigers. Kobachidze werd als partijvoorzitter naast premier Irakli Garibasjvili de exponent van deze koers en werd de leidende partijstem gericht op het delegitimeren van binnenlandse tegenstanders en de confrontatie opzoeken met westerse bondgenoten. In juli 2021 annuleerde hij de door de EU bemiddelde overeenkomst met de oppositie, die enkele maanden daarvoor gesloten was na de langdurige politieke crisis na de verkiezingen van 2020.

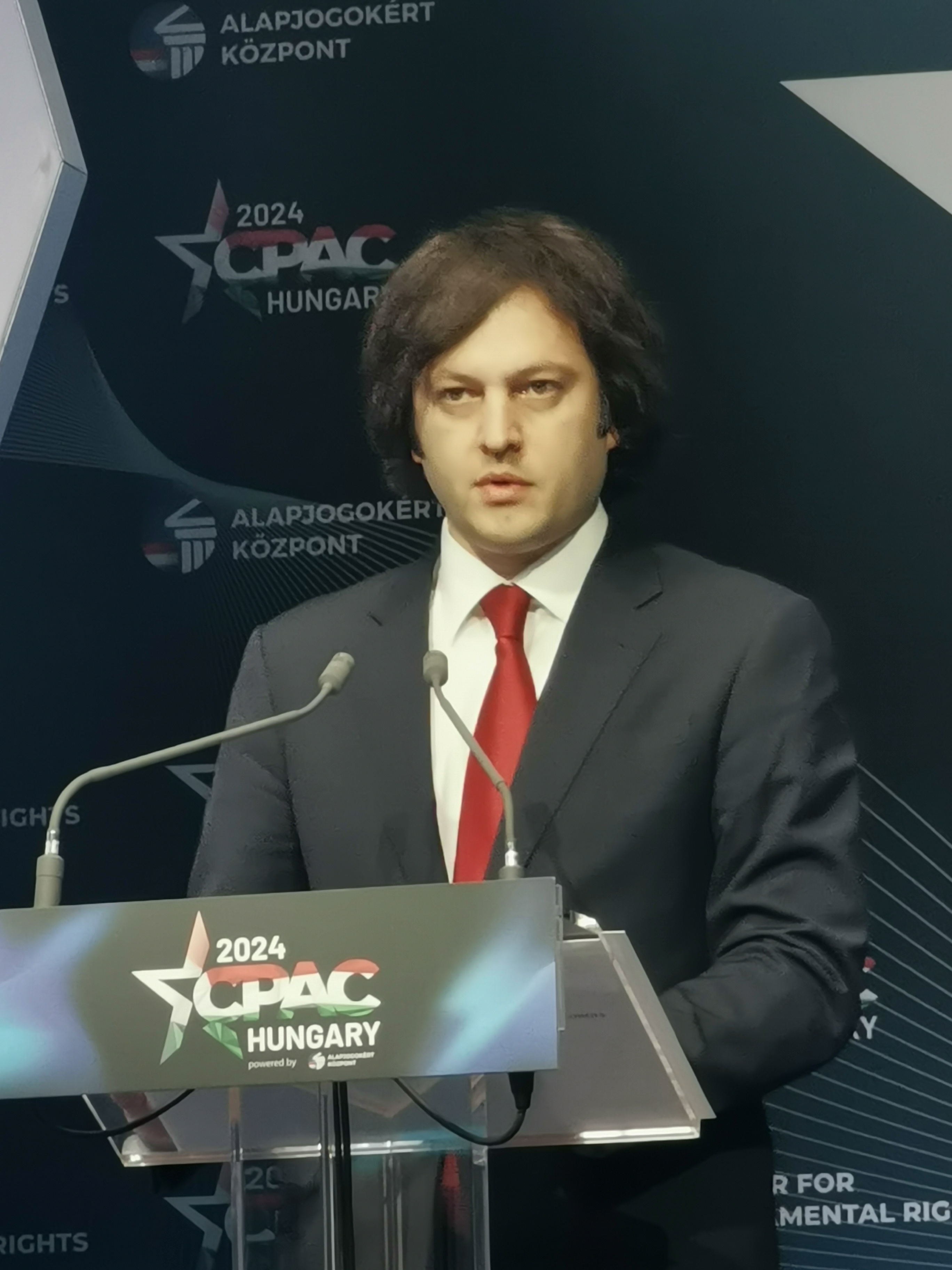
Kobachidze in april 2024 bij de CPAC in Boedapest.

De invloed van zijn ideologische ontwikkeling en retoriek kwam tevens tot uiting in de publicaties van Volkskracht, een uiterst-rechtse splintergroep van Georgische Droom, die zich toelegde op het verspreiden van antiwesterse samenzweringstheorieën en wetsvoorstellen die haaks staan op de Europese aspiraties van Georgië. Deze groep lanceerde termen als "radicale oppositie", "agenten", "rijke NGO's", "kerk-bashende crimineel", "liberale fascisten", "ontworteld", "[jongeren met] verwarde oriëntatie", die daarna teruggevloeiden in de retoriek van Georgische Droom.

### Oekraïne
Kobachidze's partijvoorzitterschap viel samen met de Russische invasie van Oekraïne in 2022, wat een belangrijke rol speelde in de wijze waarop de Georgische regeringspartij reageerde op het conflict. Hij sprak zijn steun uit voor Oekraïne en veroordeelde de acties van Rusland, maar de toch al gebrouilleerde relatie tussen de twee landen verslechterde verder door de oorlog. De betrokkenheid bij het Oekraïense landsbestuur van de door Georgië vervolgde voormalige president Micheil Saakasjvili en zijn geassocieerden was al jaren een splijtzwam tussen de twee landen.
De Georgische regering wilde geen wapens aan Kiev leveren en deed niet mee met internationale economische sancties tegen Rusland. Naar eigen zeggen was dit omdat de schade voor Georgië te hoog zou zijn, door het risico op escalerende tegenmaatregelen van Rusland en directe betrokkenheid bij de oorlog. De Oekraïense regering beschuldigde de Georgische regering ervan op de hand van Rusland te zijn en riep de Oekraïense ambassadeur terug uit Tbilisi. Kobachidze had als partijvoorzitter een hand in de beeldvorming over het Georgische beleid. Volgens een media-inventarisatie was Kobachidze tussen februari en juni 2022 negen keer kritisch richting Rusland, maakte 26 vijandige opmerkingen over Oekraïne en 57 over het Westen.

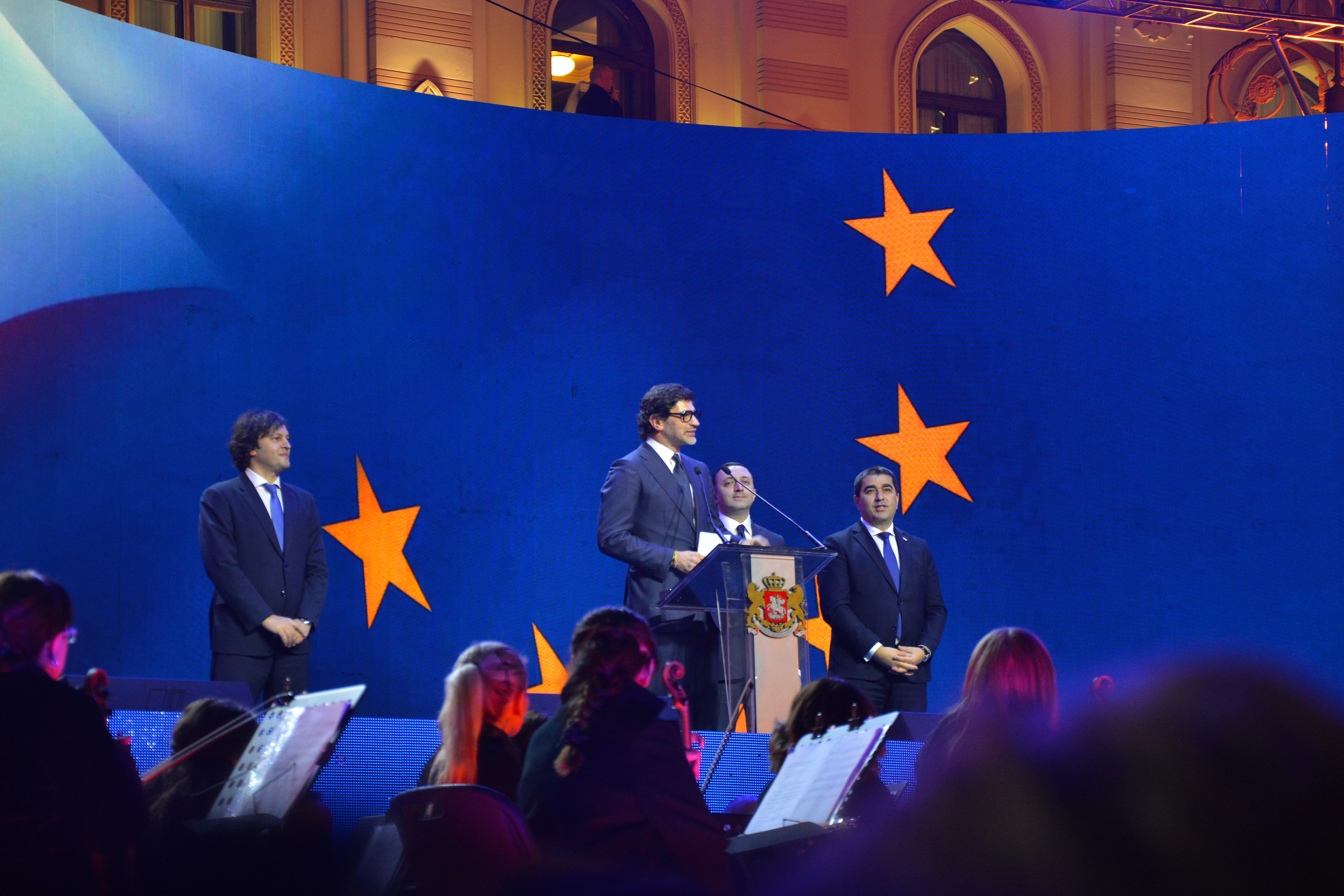
Partijvoorzitter Kobachidze links bij feestelijkheden EU-kandidaatsstatus (2023).

### Global War Party
Na Oekraïense uitlatingen dat Georgië Oekraïne "zeer zou helpen" door "een extra front te openen" tegen Rusland, maakte Kobachidze deze "tweede front" suggestie tot de centrale anti-westerse verhaallijn van Georgische Droom. Hij suggereerde dat de Oekraïense uitlatingen waren ingefluisterd door de Verenigde Nationale Beweging van Saakasjvili en bestempelde hen als de "partij van de oorlog". Later legde hij uit dat er een gecoördineerde inspanning was van een "Global War Party" om Georgië in de oorlog te slepen, een narratief dat later publiekelijk werd omarmd door premier Garibasjvili en partijoprichter Ivanisjvili.
Tijdens het voorzitterschap van Kobachidze deed Georgië in maart 2022 in navolging van Oekraïne een aanvraag tot EU-lidmaatschap. De kritische houding van het Europees Parlement en de Europese Commissie en het niet direct verlenen van de kandidaatsstatus, in tegenstelling tot Oekraïne en Moldavië, kwam op kritiek te staan van Kobachidze, die zei dat ze werden beïnvloed door de "Global War Party". Ondanks deze houding committeerde Kobachidze de partij formeel aan het pad naar EU-lidmaatschap. Meer dan anderhalf jaar na de aanvraag werd Georgië in december 2023 kandidaat-lidstaat van de EU.

### Premier

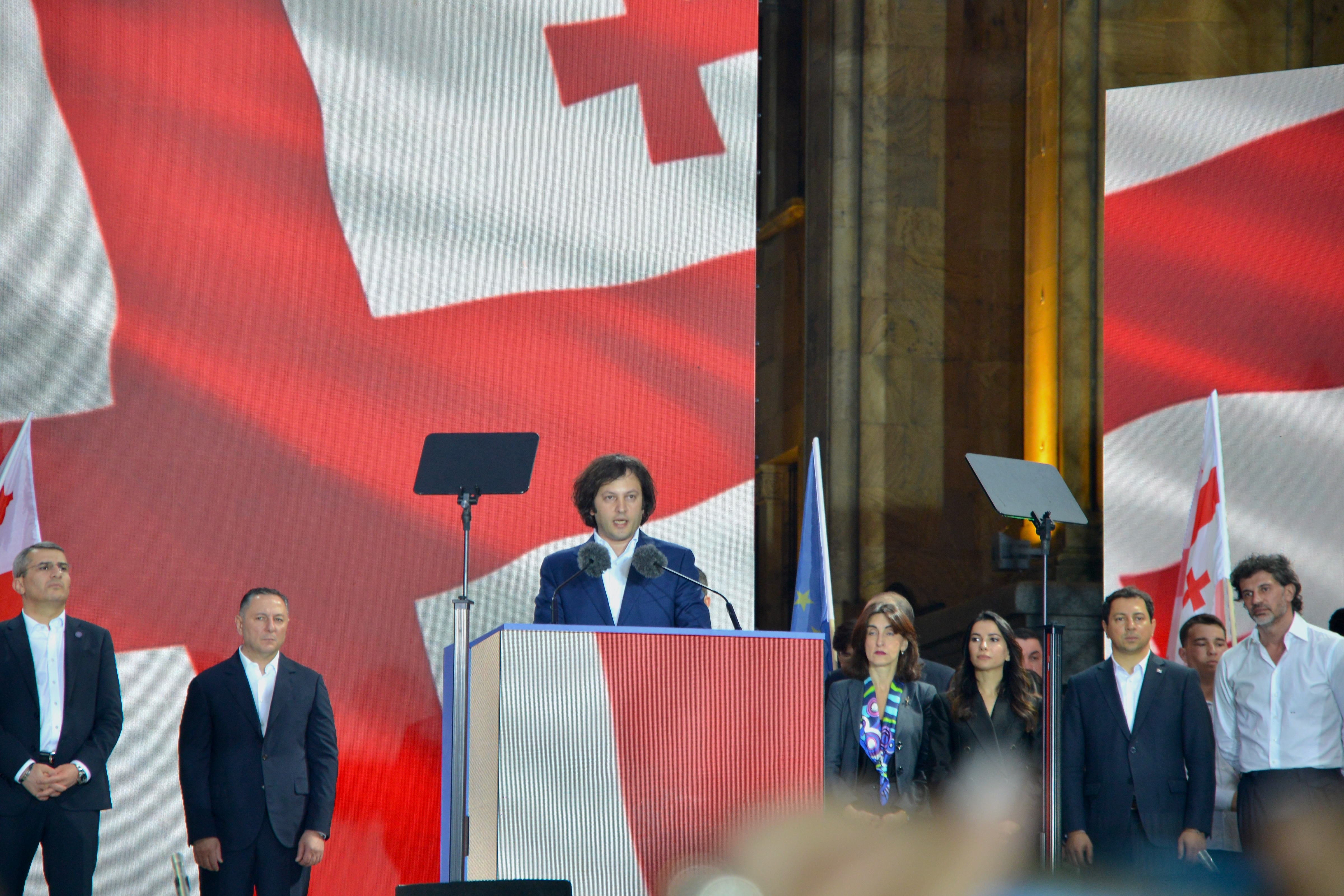
Premier Kobachidze spreekt menigte in Tbilisi toe (april 2024).

In februari 2024 wisselden Irakli Kobachidze en Irakli Garibasjvili van post, waarbij Garibasjvili voorzitter werd van Georgische Droom en Kobachidze op 8 februari 2024 werd bevestigd als premier. Hij stelde dat er "speciale aandacht zal worden besteed aan de patriottische ontwikkeling van de jeugd" en stelde de kerk te beschermen als "hoeksteen van de nationale identiteit". Kobachidze zette het beleid van zijn voorganger voort ten aanzien van de westerse relaties, die verder verslechterden.
In het voorjaar van 2024 werd de "buitenlandse agent" wet aangenomen, wat net als bij de eerdere poging in 2023 tot grote protesten in Tbilisi en westerse afkeuring leidde. Kobachidze wees westerse kritiek op de wet terzijde en stelde dat zonder deze wet Georgië zijn soevereiniteit zou verliezen en "het lot van Oekraïne zou delen", appellerend aan de "Global War Party".
In april 2024 was Kobachidze gastspreker op de ultraconservatieve CPAC in Boedapest. In de aanloop naar de parlementsverkiezingen van 2024 breidde Kobachidze de samenzweringstheorie van de "Global War Party" uit en beschuldigde deze ervan verantwoordelijk te zijn voor aanslagen op de Slowaakse premier Robert Fico en de Amerikaanse voormalige president Donald Trump. Na deze betwiste verkiezingen werd hij door het deels geboycotte parlement herbenoemd tot premier van een vrijwel ongewijzigd kabinet. In mei 2025 werd hij opnieuw tot partijvoorzitter van Georgische Droom benoemd, nadat Irakli Garibasjvili deze post had verlaten en uit de politiek vertrok.

## Persoonlijk
Irakli Kobachidze is getrouwd met Natalia Motsonelidze, met wie hij twee kinderen heeft. Naast Georgisch spreekt Kobachidze Engels, Duits en Russisch.